# 哈丁鎮區 (伊利諾伊州派克縣)
哈丁鎮區（英語：Hardin Township）是位於美國伊利諾伊州派克縣的一個行政鎮區。

## 地方資料
根據2010年美國人口普查的數據，哈丁鎮區的面積為96.90平方千米，當中陸地面積為96.80平方千米，而水域面積為0.10平方千米。當地共有人口206人，而人口密度為每平方千米2.13人。